# Florencio Delgado
Florencio Manuel Delgado (n. Córgomo, Villamartín de Valdeorras, Orense; 27 d'agost de 1903 - Fair Oaks. els Estats Units; 14 de maig de 1987) va ser un escriptor en gallec.
Va fer estudis universitaris a la Universitat de Valladolid, on es va llicenciar en Dret, passant a exercir com advocat a O Barco de Valdeorras. El 1933 va ingressar al Partit Galeguista. Després d'esclatar la Guerra Civil, va aconseguir escapar de la repressió iniciada a la comarca de Valdeorras pels revoltats al juliol de 1936, fins a aconseguir arribar a Porto, a Portugal, des d'on va poder traslladar-se a Bordeus (França) per a arribar a la Barcelona republicana al gener de 1938.
En aquest mateix any va accedir a l'executiva del Partit Galeguista com a Secretari de Propaganda. Després de finalitzar la Guerra Civil va marxar a l'exili a Mèxic, país on es va establir definitivament.
Va morir el 14 de maig de 1987 a Fair Oaks (els Estats Units) als 83 anys.

## Obra
- Bebedeira, 1934 (poemari).
- Poesia anglesa e francesa abocada ao galego. 1949 (en col·laboració amb Plácido R. Castro i Lois Tobío Fernández).
- Galícia infinda, 1963
- O soño do guieiro, 1983